# 膳宿旅馆

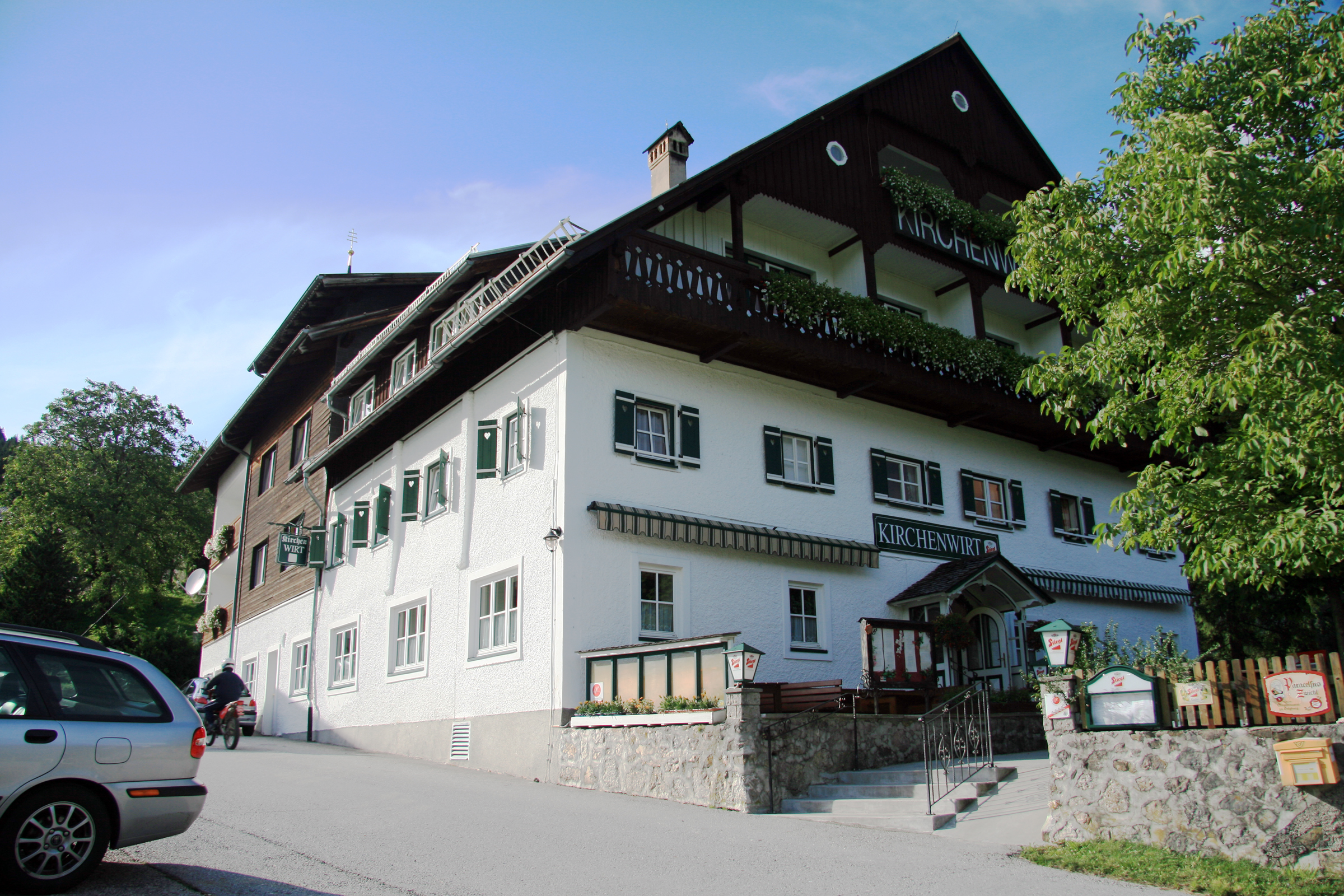
奥地利上奧地利州戈绍村的膳宿旅馆

膳宿旅馆（pension，英國 /ˈpɒ̃sjɒ̃/，美國 /pɒnˈsjoʊn/，法語：[pɑ̃sjɔ̃] ⓘ）是一种住宿场所。该术语通常用于歐洲大陸国家、以前有大量欧洲侨民的北非和中东地区以及巴西、巴拉圭等南美洲部分地区。韩国、日本和菲律宾也有膳宿旅馆。
与英语圈国家更常见的住宿加早餐酒店不同，膳宿旅馆通常不仅提供早餐，还提供午餐、晚餐，有时甚至提供茶。